# Bobigny (quận)
Quận Bobigny (Bảo Bình) là một quận của Pháp, nằm ở tỉnh Seine-Saint-Denis, ở vùng Île-de-France. Quận này có 17 tổng và 15 xã.

## Các đơn vị hành chính

### Các tổng
Các tổng của quận Bobigny là: 
1. Bagnolet
2. Bobigny
3. Bondy-Nord-Ouest
4. Bondy-Sud-Est
5. Le Bourget
6. Drancy
7. Les Lilas
8. Montreuil-Est
9. Montreuil-Nord
10. Montreuil-Ouest
11. Noisy-le-Sec
12. Pantin-Est
13. Pantin-Ouest
14. Les Pavillons-sous-Bois
15. Romainville
16. Rosny-sous-Bois
17. Villemomble

### Các xã
Các xã của quận Bobigny, và mã INSEE là: 
| 1. Bagnolet (93006)                | 2. Bobigny (93008)          | 3. Bondy (93010)                | 4. Drancy (93029)    |
| 5. Dugny (93030)                   | 6. Le Bourget (93013)       | 7. Le Pré-Saint-Gervais (93061) | 8. Les Lilas (93045) |
| 9. Les Pavillons-sous-Bois (93057) | 10. Montreuil (93048)       | 11. Noisy-le-Sec (93053)        | 12. Pantin (93055)   |
| 13. Romainville (93063)            | 14. Rosny-sous-Bois (93064) | 15. Villemomble (93077)         |                      |